# Eragrostis acamptoclada
Eragrostis acamptoclada är en gräsart som beskrevs av Thomas Arthur Cope. Eragrostis acamptoclada ingår i släktet kärleksgrässläktet, och familjen gräs. Inga underarter finns listade i Catalogue of Life.